# Chiesa di Santa Maria Assunta e San Pietro
La chiesa di Santa Maria Assunta e San Pietro è il principale luogo di culto cattolico di Vilminore di Scalve, in provincia di Bergamo. La chiesa costruita alla fine del XVII secolo fu elevata a parrocchiale il 23 febbraio 1691 dal vescovo di Bergamo Vincenzo Giustiniani.

## Storia
Il doppio titolo della chiesa conferma che sul territorio di Vilminore di Scalve vi erano due antiche edifici di culto, quello dedicato a Pietro che era la pieve di tutto il territorio scalvino fino a Valbondione, e la parrocchiale dedicata a santa Maria. Le due chiese si trovavano però in difficoltà a causa dei gravi dissidi che si erano creati tra i fedeli. Del 1689 il primo documento redatto dal parroco Giovan Paolo Marzenti circa la raccolta di lasciti per garantire la dignità della chiesa, lasciti che erano destinati alla celebrazione di cerimonie dedicate alla Madonna, ma la situazione di grave carestia che aveva raggiunto il territorio pare avesse temporaneamente fermato i progetti. Le due chiese furono soppresse e demolite e riunite in un'unica parrocchia dedicata a entrambi i due santi con decreto del 23 febbraio 1691 del vescovo Daniele Giustiniani, che riuscì a trovare un accordo tra i fedeli e l'amministrazione della vicinia.
Nell'agosto del medesimo anno, Gelmo Capitanio, si impegnava a donare 350 lire, molti seguirono il suo esempio, mentre lavoratori offrirono giornate di lavoro perché la realizzazione potesse essere più veloce. La documentazione conservata presso l'archivio parrocchiale cita il progettista come un certo Sig. Cantoni probabilmente della famiglia di architetti ticinesi detti cantonesi. Il progettista ricevette un pagamento di 6 filippi dall'intermediario della famiglia Capitanio, questo farebbe considerare che l'architetto stava ancora seguendo i lavori di costruzione dell'abitazione di Gelmo quantum Giuli già dal 1664, e che pare fosse ancora da ultimare e rendere abitabile, palazzo che il nobile donò poi nel 1694 per la nuova costruzione, ma nel medesimo anno intervenne la curia vescovile con il diniego di poter distruggere l'antica chiesa, cosa che si era resa necessaria per il riutilizzo di materiali, questo interruppe nuovamente la costruzione. L'8 giugno 1699 vi fu finalmente la definitiva concessione per l'ultimazione dei lavori, e ripresero quindi i lavori e i pagamenti.
Il nuovo edificio di culto fu aperto ai fedeli alla metà di agosto del 1702, festa dedicata all'Assunta. Una lapide posta sulla parete destra della navata diede ufficialità alla consacrazione L'antica pieve risalente forse al XI e XII secolo, si trovava in una località che viene ancora denominata come La Pieve dove era presenta l'antica casa canonica diventata poi una cappella votiva. Mentre quella intitolata alla Madonna si trovava verso il cimitero. La chiesa fu costruita sui terreni donati dalla famiglia Capitanei di Scalve dove un tempo sorgeva il Palazzotto del cavaliere Tomaso de Capitani distrutto nel 1628 per ordine della Repubblica di Venezia.
L'apertura della chiesa al culto non aveva dato però fine ai lavori, vi era ancora in costruzione la torre campanaria. Ma nel 1703 questa crollò danneggiando l'abitazione di Gerolamo Capitanio e il tetto della chiesa, procurando una crepa in prossimità dell'arco trionfale. Il danno fu restaurato e la chiesa fu ornata di stucchi e affreschi con la completa copertura del tetto nel 1709. Il nuovo edificio fu completato con l'edificazione del campanile nel 1803 su progetto del bergamasco Girolamo Luchini, dopo che il primo crollò durante la costruzione, e agli inizi del XIX secolo fu realizzata l'ampia gradinata che la precede. Tutto l'Ottocento fu dedicato a lavori di stuccatura, doratura e completamento delle pitture, fino alla consacrazione e la dedicazione nel 1874 a opera del vescovo Pier Luigi Speranza. Mentre nel XX secolo l'edificio richiese lavori di manutenzione e consolidamento, nonché adattamento del presbiterio alle direttive del Concilio Vaticano. La parrocchia di Santa Maria Assunta e San Pietro comprende le chiese sussidiarie di San Gottardo, di San Lorenzo, e di San Pietro alla Pieve e di Santa Maria della Salette.

## Descrizione

### Esterno
La chiesa, dal classico orientamento a est, è posta nel centro del paese ed è preceduta da un'ampia gradinata realizzata tra il 1792 e il 1823, che conduce al sagrato. La facciata, preceduta da quattro gradini, si presenta su tre ordini divisi da cornici marcapiano. Il primo ordine, composto in tre sezioni, di cui quelle laterali leggermente arretrate, è suddiviso da sei lesene e controlesene terminanti con capitelli ionici. Nella parte centrale vi è il grande portale in pietra con colonne che sostengono l'architrave e il timpano spezzato e sagomato con la statua settecentesca della Madonna Assunta realizzata dai Calegari di Brescia.

### Interno
L'interno, preceduto da una bussola, è a navata unica di ampie dimensioni. L'aula è divisa in cinque campate da lesene e ospita sei altari laterali. Le lesene sorreggono il cornicione. La parte superiore ha ampie finestre che illuminano l'aula. Il primo altare a destra entrando, è dedicato ai santi protettori di Vilminore di Scalve: santi Chiara, Gaetano Thiene e Defendentecon la pala d'altare raffigurante nella parte superiore l'ostensorio con il Santissimo, mentre la parte inferiore vi è un libro aperto dove si legge Quaerite primum Regnum Dei et iustitiam eius haec omnia adijcientur vobis. Il secondo, dedicato a san Giuseppe, conserva la pala d'altare con la tela di Lattanzio Querena del 1824 raffigurante il Transito di san Giuseppe. La tela sostituì quella realizzata da Antonio Cifrondi nel 1730 poi conservata in sagrestia. Sulla parte superiore vi è la statua di san Francesco Saverio. Il terzo altare sempre a destra dedicato a santa Caterina d'Alessandria, conserva il dipinto opera di Domenico Carpinoni e proveniente dall'antica chiesa di Santa Maria raffigurante il Matrimonio mistico di santa Caterina d'Alessandria. A sinistra vi sono: l'altare dedicato a sant'Antonio di Padova con il dipinto di Antonio Paglia del 1710. Successivo quello dedicato alla Madonna del Santo Rosario delimitato da una balaustra, con le quindici tavole raffiguranti i Misteri dipinte da Domenico Carpinoni nel 1658 con la statua della Madonna del Rosario posta in una ancora lignea. La cappella conserva anche le statue di san Domenico e di santa Caterina. Il terzo altare è dedicato al Salvatore con la tela eseguita da Enrico Albrici, così come del medesimo artista è l'affresco posto sulla controfacciata. La volta dell'aula presenta medaglioni con gli affreschi: San Pietro in gloria, la Vergine con san Giuseppe, san Francesco Saverio, san Ignazio, san Carlo ed altre figure.
L'aula conserva anche altre opere pittoriche di valore: di Lattanzio Querena il Sacro Cuore e la Pietà. Il dipinto firmato e datato 1625 di Gian Paolo Cavagna: Stigmate di san Francesco; due dipinti ovali sempre sulla controfacciata opera di Vincenzo Angelo Orelli del 1803. Del 1679 di Ceresa il dipinto di sant'Antonio di Padova, mentre in forse un dipinto attribuito a Giovan Battista Moroni.
Il presbiterio a pianta rettangolare, conserva il coro poligonale realizzato dalla bottega fantoniana di Rovetta nel XVIII secolo. La pala dell'altare maggiore raffigurante l'Assunzione di Maria  è opera olio su tela di Giovanni Raggi del 1792, mentre le pareti dell'abside conservano affreschi realizzati dall'Albricci raffiguranti San Pietro che risana lo Storpio e la caduta di Simon Mago, e il capocielo decorato dal figlio l'abate Giovanni Albricci. Dell'antica pieve l'aula conserva il pulpito ligneo datato 1611. La volta del presbiterio conserva il dipinto Incoronazione della Vergine e sopra il presbiterio voli d'angelo.

### Campanile
La torre campanaria ha l'altezza di 67 m. La prima torre fu edificata nella metà del Settecento, ma crollò già in atto di edificazione il 22 settembre 1790 a causa di carenza nelle fondamenta. Fu ricostruita su progetto di Girolamo Luchini tra il 1792 al 1803, quando fu ultimata la cupola con la posa della statua di san Pietro di cui non si ha più testimonianza ma che pare fosse molto simile a quella posta sul campanile della chiesa parrocchiale di Schilpario. Ma la statua pare creò nuovi problemi strutturali mettendo in pericolo il campanile stesso, e negli anni tra il 1825 e il 1828 fu quindi rimossa e sostituita con una croce lignea successivamente ricoperta in rame. Negli anni '40 dell'Ottocento fu restaurata nuovamente la cupola e il castello delle campane.